# Margery Fry
Pour les articles homonymes, voir Fry.
Sara Margery Fry (11 mars 1874 - 21 avril 1958) est une réformatrice pénale britannique. Elle est notamment secrétaire de la Howard League for Penal Reform. Elle est principale du Somerville College d'Oxford de 1926 à 1931.

## Biographie
Margery Fry naît à Highgate, Londres, en 1874 dans une famille quaker. Elle est l'avant-dernière d'une fratrie de neuf enfants et la sixième fille d'Edward Fry, avocat, membre de la Haute Cour et juge au tribunal de La Haye, et de Mariabella Hodgkin, fille de l'avocat John Hodgkin (en). L'une de ses sœurs, Joan Mary Fry, est elle aussi une réformatrice sociale, son frère Roger Fry est critique littéraire et membre du Bloomsbury Group, Quant à Ruth Fry, elle est engagée en faveur de la paix. Margery Fry fait des études de mathématiques au Somerville College d'Oxford de 1894 à 1897, sans passer d'examens. Elle retourne au domicile familial durant un an et demi, puis se voit offrir par Agnes Catherine Maitland un poste de bibliothécaire à Somerville en 1899, fonction qu'elle occupe durant cinq ans. Elle cumule ce poste avec l'encadrement d'étudiantes en mathématiques.
En 1904, elle quitte Somerville et prend la direction de la nouvelle résidence pour femmes de l'université de Birmingham à Edgbaston. Elle y fait la connaissance de Marjorie Rackstraw (en) qui plus tard participe aux actions quakers en Russie. En 1908, elle accompagne l'installation de la résidence dans ses nouveaux locaux de University House. Elle s'investit dans plusieurs comités, éducatifs et sociaux. Elle est particulièrement concernée par les questions de réforme sociale.
En 1913, elle hérite de son oncle, Joseph Storrs Fry, et accède à une autonomie financière qui lui permet de démissionner de son poste à Birmingham en août 1914. Elle participe, avec sa sœur Ruth, au Friends War Victims Relief Committee, un comité organisé par les quakers britanniques pour venir en aide aux réfugiés et aux victimes de la Première Guerre mondiale, d'abord dans les régions en guerre de la Marne et de la Meuse, puis ailleurs en France. De 1915 à fin 1917, elle réside à Sermaize, d'où elle organise ses visites dans les autres régions.

## Activités de réforme pénale
Début 1919, elle s'installe à Londres, au domicile de son frère Roger situé face à la prison de Holloway, et entame le travail de réforme pénitentiaire dans lequel elle va s'impliquer jusqu'à la fin de sa vie. En 1918, elle devient secrétaire de la Penal Reform League, qui fusionne avec la Howard Association en 1921 pour former la Howard League for Penal Reform ; elle en est secrétaire  jusqu'en 1926, puis présidente de 1926 à 1929. En 1919, elle est nommée au University Grants Committee, organisme récemment fondé qui alloue des bourses universitaires, où elle siège jusqu'en 1948. En 1921, elle est nommée juge de paix, l'une des premières femmes à exercer cette fonction en Grande-Bretagne. En 1922, elle est nommée conseillère pédagogique à la prison de femmes de Holloway. Elle s'occupe notamment de la mise en place d'ateliers pour les prisonnières.

## Directrice de Somerville College
Lorsque Emily Penrose prend sa retraite, Margery est sollicitée pour prendre la direction de son ancien collège d'Oxford, Somerville College, dont elle est membre du conseil d'administration depuis 1904. Elle occupe cette fonction de 1926 à 1930. Sa nomination est alors saluée comme « [combinant] distinction intellectuelle, une belle éloquence et une expérience académique avec la force de caractère et la sympathie que le poste exige ».

## Activités en faveur des réformes pénales
Elle quitte ses fonctions à Somerville en 1931, et se réinstalle à Londres, dans un appartement de Clarendon Road, Notting Hill. Elle collectionne des œuvres d'art, fait une tournée de conférences dans des universités chinoises en 1933. Elle s'intéresse à la civilisation et la société chinoises, et fréquente des universitaires chinois du China Campaign Committee.
Elle s'investit particulièrement dans des questions de réforme pénale, et se rend en 1935 à Genève, pour convaincre la Société des Nations de modifier les règles de détention des prisonniers de guerre. En 1936, elle rejoint le comité de réforme pénale du Bureau des Colonies, et en 1937, elle participe à une mission de la Howard League sur les conditions de détention et les systèmes pénaux des pays du sud-est de l'Europe. Elle s'oppose à la peine de mort.

## Dernière partie de vie à Londres
Elle est gouverneure de la BBC de 1937 à 1939, et participe à l'émission The Brains Trust (en), qui la fait connaître du grand public, à partir de 1942.
Elle meurt à son domicile de Clarendon Road, le 21 avril 1958, et est incinérée au crématorium de Golders Green.

## Hommages
Une résidence du Somerville College porte son nom,.
Sa correspondance et ses archives sont déposées à la bibliothèque du collège.
Le Fry Housing Trust est créé en 1959, en mémoire d'elle et le prix Margery Fry est créé en son honneur en 1990.

## Activités éditoriales
Margery Fry est co-autrice de l'ouvrage collectif publié en 1947 par le International Committee of the Howard League for penal reform, intitulé Lawless youth. A Challenge to the New Europe, a Policy for the Juvenile Courts. Elle publie en 1953 The Single Woman. En 1951, elle publie Arms of the Law", pour la Howard League For Penal Reform.